# Eduardo Aunós Pérez

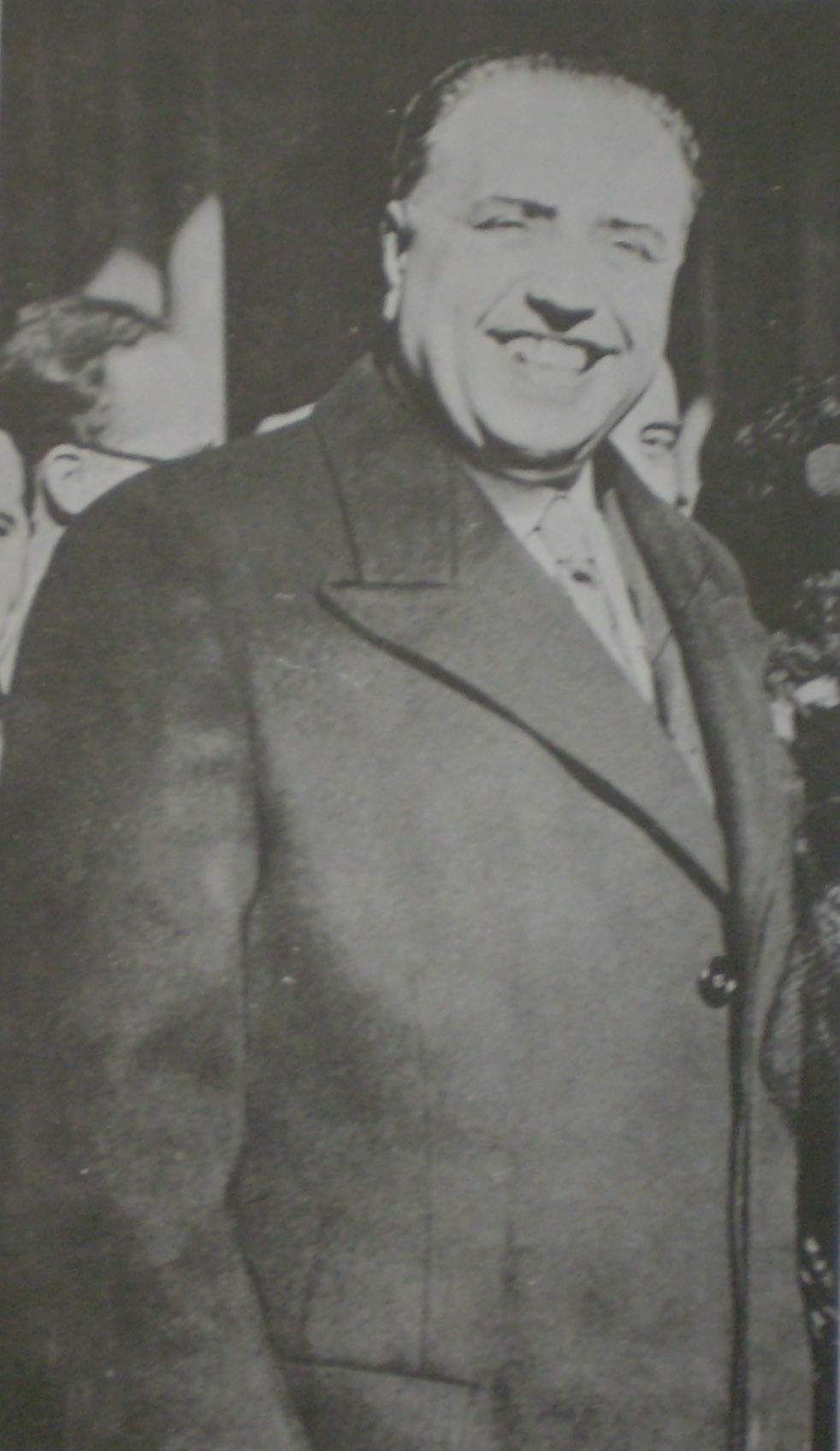
Eduardo Aunós Pérez

Eduardo Aunós Pérez (* 1894 in Lleida; † 25. September 1967 in Lausanne) war ein spanischer Diplomat und Politiker und von 1927 bis 1930 Wirtschaftsminister während der Diktatur von Miguel Primo de Rivera.

## Leben
Die Familie von Eduardo Aunós Pérez stammte aus dem Val d’Aran. Er studierte Rechtswissenschaft an der Universidad Agustiniana de El Escorial. Über die Lliga Regionalista, einer katalanischen Partei, wurde er 1916 in die Cortes gewählt. Er war Sekretär von Francesc Cambó. Von 1927 bis 1930 war er Ministro de Trabajo, Comercio e Industria. Er war ein Faschist, förderte den Korporatismus mit der Arbeitsgesetzgebung von 1926 und der Gründung der Organización Corporativa Nacional 1928. Nach dem Rücktritt von Miguel Primo de Rivera am 28. Januar 1930 gründete Aunós nach dem Vorbild der Partito Nazionale Fascista die Partido Laborista, welche keinen Rückhalt fand.
Nach der Proklamation der zweiten spanischen Republik 1931 ging er nach Paris ins Exil und arbeitete mit der Zeitung Acción Española und trat in die Renovación Española ein. 1937 trat er in die Falange ein und leitete deren Auslandsorganisation in Frankreich. Nach der Vereinigung mit den Traditionalisten war er Mitglied der politischen Junta der Falange Española Tradicionalista y de las Juntas de Ofensiva Nacional Sindicalista.
Im März 1939 unterzeichnete er für die Putschisten ein Handelsabkommen mit der Regierung von Roberto María Ortiz und ein Abkommen zum Zahlungsverkehr mit der Regierung von Benito Mussolini.
In seiner Zeit als spanischer Botschafter in Buenos Aires von 1942 bis 1943 entwickelte er mit dem Geschäftsträger des Deutschen Reichs, Erich Otto Meynen, eine spanisch-argentinisch-deutsche Wertschöpfungskette, welche von Osram Argentinien ab 1942 in die Praxis umgesetzt wurde.
Von 1943 bis 1945 war er Justizminister im Regime von Francisco Franco. Im Januar 1946 ernannte ihn Francisco Franco zu seinem Botschafter in Rio de Janeiro.

## Veröffentlichungen
- Problemas de España, 1928
- Estudios de Derecho Corporativo, 1929
- Itinerario de la España Contemporánea, 1941
- Biografía de Venecia, 1948
- Los viñadores de la última hora, 1952
- Guía de París para españoles, 1955

| Vorgänger                         | Amt                                              | Nachfolger      |
| --------------------------------- | ------------------------------------------------ | --------------- |
| Wenceslao Ramírez de Villaurrutia | spanischer Botschafter in Brüssel 1939–1940      | Ángel Sanz Briz |
| Gonzalo Queipo de Llano           | spanischer Botschafter in Buenos Aires 1942–1943 | Rafael Estrella |